# 赫特賀
赫特賀（1805年—1857年），清朝官員，字子紱，号蓉峰，别号蘭江 ，希爾努特氏，河南驻防蒙古鑲紅旗人。道光三年（1823年）癸未科進士。

## 任職履歷
- 道光元年（1821年）乡试中举。
- 道光三年（1823年）中進士。歷任主事、中允。
- 道光二十九年八月六日（1849年9月22日），任詹事府少詹事。同年十月二十三日（1849年12月7日）授任通政使司通政使。
- 咸豐二年十二月十四日（1853年1月22日），調任庫倫辦事大臣。
- 咸豐三年五月十四日（1853年6月7日），授任西藏辦事大臣。
- 咸豐四年十月二十一日（1854年12月10日），西藏辦事大臣兼任鑲白旗蒙古副都統。
- 咸豐七年閏五月十五日（1857年7月6日），因病免職。同年逝世後賜封諡號果威。